# Atletica leggera ai Giochi della XXXIII Olimpiade - Salto con l'asta maschile
Ai Giochi della XXXIII Olimpiade la competizione del salto con l'asta maschile si è svolta nei giorni 3 e 5 agosto 2024 presso lo Stade de France di Parigi.

## Presenze ed assenze dei campioni in carica
| Competizione         | Atleta             | Prestazione | Parigi 2024  |
| -------------------- | ------------------ | ----------- | ------------ |
| Olimpiadi 2020       | Armand Duplantis   | 6,02 m      | Presente     |
| Africani 2022        | Mehdi Amar Rouana  | 5,30 m      | Non qual.    |
| Commonwealth 2022    | Kurtis Marschall   | 5,70 m      | Presente     |
| Asiatici 2022        | Ernest John Obiena | 5,90 m      | Presente     |
| Panamericani 2023    | Matt Ludwig        | 5,55 m      | 5° ai Trials |
| Mondiali 2023        | Armand Duplantis   | 6,10 m      | Presente     |
| Europei 2024         | Armand Duplantis   | 6,10 m      | Presente     |
|                      |                    |             |              |
| Mondiali junior 2022 | Anthony Ammirati   | 5,75 m      | Non selez.   |

### La stagione
Prima di questa gara, gli atleti con le migliori tre prestazioni mondiali dell'anno erano:
| Pos. | Atleta                         | Prestazione | Data e luogo                              |
| ---- | ------------------------------ | ----------- | ----------------------------------------- |
| 1    | Armand Duplantis Svezia        | 6,24 m      | 20 aprile 2024 Xiamen, Cina               |
| 2    | Christopher Nilsen Stati Uniti | 6,00 m(i)   | 16 febbraio 2024 Albuquerque, Stati Uniti |
| 3    | Ernest John Obiena Filippine   | 5,97 m      | 20 giugno 2024 Bydgoszcz, Polonia         |

## La gara

Sintesi della Finale

## Risultati

### Qualificazioni
Le qualificazioni si sono disputate a partire dalle 10:10 del 3 agosto. Si qualificano alla finale gli atleti che saltano 5,80 m (Q) o le dodici migliori misure (q).
| Pos. | Gruppo | Atleta                | Nazionalità    | 5,40 | 5,60 | 5,70 | 5,75 | Risultato | Note                                     |
| ---- | ------ | --------------------- | -------------- | ---- | ---- | ---- | ---- | --------- | ---------------------------------------- |
| 1    | A      | Armand Duplantis      | Svezia         | -    | o    | -    | o    | 5,75 m    | q                                        |
| 1    | A      | Sondre Guttormsen     | Norvegia       | o    | o    | o    | o    | 5,75 m    | q =                                      |
| 1    | A      | Emmanouīl Karalīs     | Grecia         | -    | o    | o    | o    | 5,75 m    | q                                        |
| 1    | A      | Ersu Sasma            | Turchia        | o    | o    | o    | o    | 5,75 m    | q                                        |
| 1    | B      | Oleg Zernikel         | Germania       | o    | o    | o    | o    | 5,75 m    | q                                        |
| 6    | A      | Menno Vloon           | Paesi Bassi    | xo   | o    | o    | o    | 5,75 m    | q                                        |
| 7    | A      | Ernest John Obiena    | Filippine      | -    | xx-  | o    | o    | 5,75 m    | q                                        |
| 8    | A      | Sam Kendricks         | Stati Uniti    | o    | o    | xo   | xo   | 5,75 m    | q                                        |
| 9    | B      | Huang Bokai           | Cina           | o    | xxo  | o    | xo   | 5,75 m    | q =                                      |
| 10   | A      | Bo Kanda Lita Baehre  | Germania       | xo   | o    | xxo  | xxo  | 5,75 m    | q                                        |
| 11   | A      | Valters Kreiss        | Lettonia       | o    | o    | o    | xxx  | 5,70 m    | q                                        |
| 11   | A      | Kurtis Marschall      | Australia      | o    | o    | o    | -    | 5,70 m    | q                                        |
| 13   | B      | Claudio Stecchi       | Italia         | o    | o    | xo   | xxx  | 5,70 m    | Miglior prestazione personale stagionale |
| 14   | A      | Thibaut Collet        | Francia        | o    | xo   | xxo  | xxx  | 5,70 m    |                                          |
| 15   | A      | Anthony Ammirati      | Francia        | o    | o    | xxx  |      | 5,60 m    |                                          |
| 15   | B      | Ben Broeders          | Belgio         | o    | o    | xxx  |      | 5,60 m    |                                          |
| 15   | A      | Simen Guttormsen      | Norvegia       | o    | o    | xxx  |      | 5,60 m    |                                          |
| 15   | B      | Piotr Lisek           | Polonia        | o    | o    | xxx  |      | 5,60 m    |                                          |
| 15   | A      | Robert Sobera         | Polonia        | o    | o    | xxx  |      | 5,60 m    |                                          |
| 20   | B      | David Holy            | Rep. Ceca      | o    | xo   | xxx  |      | 5,60 m    |                                          |
| 20   | B      | Yao Jie               | Cina           | o    | xo   | xxx  |      | 5,60 m    |                                          |
| 22   | A      | Jacob Wooten          | Stati Uniti    | o    | xxo  | xxx  |      | 5,60 m    |                                          |
| 23   | B      | Torben Blech          | Germania       | o    | xxx  |      |      | 5,40 m    |                                          |
| 23   | B      | Robin Emig            | Francia        | o    | xxx  |      |      | 5,40 m    |                                          |
| 23   | B      | Matej Scerba          | Rep. Ceca      | o    | xxx  |      |      | 5,40 m    |                                          |
| 26   | B      | Pedro Buaro           | Portogallo     | xo   | xxx  |      |      | 5,40 m    |                                          |
| 26   | B      | Christopher Nilsen    | Stati Uniti    | xo   | xxx  |      |      | 5,40 m    |                                          |
| 26   | B      | Zhong Tao             | Cina           | xo   | xr   |      |      | 5,40 m    |                                          |
| 29   | B      | Urho Kujanpaa         | Finlandia      | xxo  | xxx  |      |      | 5,40 m    |                                          |
| -    | B      | Hussain Al-Hizam      | Arabia Saudita | xxx  |      |      |      | nm        |                                          |
| -    | B      | Pal Haugen Lillefosse | Norvegia       |      |      |      |      | dns       |                                          |

### Finale
La finale si è tenuta il 5 agosto alle ore 19:00.
| Pos     | Atleta               | Nazionalità | 5,50 | 5,70 | 5,80 | 5,85 | 5,90 | 5,95 | 6,00 | 6,10 | 6,25 | Risultato | Note                                     |
| ------- | -------------------- | ----------- | ---- | ---- | ---- | ---- | ---- | ---- | ---- | ---- | ---- | --------- | ---------------------------------------- |
| Oro     | Armand Duplantis     | Svezia      | -    | o    | -    | o    | -    | o    | o    | o    | xxo  | 6,25 m    | Record mondiale · Record olimpico        |
| Argento | Sam Kendricks        | Stati Uniti | o    | o    | o    | x-   | o    | o    | xxx  |      |      | 5,95 m    | =                                        |
| Bronzo  | Emmanouīl Karalīs    | Grecia      | o    | o    | o    | o    | o    | x-   | xxx  |      |      | 5,90 m    |                                          |
| 4       | Ernest John Obiena   | Filippine   | o    | o    | x-   | o    | o    | xxx  |      |      |      | 5,90 m    |                                          |
| 5       | Ersu Sasma           | Turchia     | o    | o    | o    | o    | x-   | xxx  |      |      |      | 5,85 m    | Miglior prestazione personale stagionale |
| 6       | Kurtis Marschall     | Australia   | o    | o    | x-   | o    | x-   | xxx  |      |      |      | 5,85 m    |                                          |
| 7       | Huang Bokai          | Cina        | o    | xo   | o    | xxx  |      |      |      |      |      | 5,80 m    | Miglior prestazione personale            |
| 8       | Sondre Guttormsen    | Norvegia    | o    | xxo  | o    | x-   | x-   | x    |      |      |      | 5,80 m    | Miglior prestazione personale stagionale |
| 9       | Bo Kanda Lita Baehre | Germania    | o    | o    | xx-  | x    |      |      |      |      |      | 5,70 m    |                                          |
| 9       | Oleg Zernikel        | Germania    | o    | o    | xx-  | x    |      |      |      |      |      | 5,70 m    |                                          |
| 11      | Menno Vloon          | Paesi Bassi | o    | xxo  | xxx  |      |      |      |      |      |      | 5,70 m    |                                          |
| 12      | Valters Kreiss       | Lettonia    | xo   | xxx  |      |      |      |      |      |      |      | 5,50 m    |                                          |